# Institutet för framtidsstudier
Institutet för framtidsstudier (IFFS) är ett svenskt fristående forskningsinstitut som inrättades av Sveriges regering 1987. Institutet bedriver policyrelevant, tvärvetenskaplig forskning kring viktiga framtidsfrågor och medverkar i det offentliga samtalet med sin seminarie- och publikationsverksamhet.

## Verksamhet
Institutet för framtidsstudier (IFFS) har till uppgift att bedriva framtidsstudier, att främja framtidsperspektiv i forskning och att förvalta och utveckla teori och metod inom framtidsstudiernas område. Dessutom ska institutet stimulera till en öppen och bred diskussion om framtida möjligheter och hot i samhällsutvecklingen, samt informera beslutsfattare. 
IFFS finansieras delvis av Utbildningsdepartementet genom ett bidrag från statsbudgeten, men framför allt genom externa forskningsanslag. 

### Forskning
Forskningen styrs av övergripande forskningsprogram som utarbetas av sittande vd och godkänns av styrelsen. Nuvarande forskningsprogram heter "Mänsklighetens vägval - demokrati, teknik, samhälle och framtida generationer" och är utformat av Gustaf Arrhenius. Forskningsprogrammet är uppbyggt kring fyra huvudteman som överlappar varandra:
1. Framtida generationer;
2. Demokratins problem och möjligheter;
3. Nya teknologiers samhällspåverkan;
4. Det socialt hållbara samhället.

Alla teman är tvärvetenskapliga och engagerar forskare från en rad discipliner inom samhällsvetenskap och humaniora, bland andra filosofi, statsvetenskap, sociologi, nationalekonomi, företagsekonomi, demografi, psykologi, juridik, historia, matematik, miljövetenskap, datavetenskap, utvecklingsbiologi och konstnärlig forskning. Avsikten är att med hjälp av teoretiska idéer och empiriskt inriktade forskning kunna utforma resultat som är relevant vid policyutformning.

### Utåtriktad verksamhet
Förutom att bedriva forskning har Institutet för framtidsstudier (IFFS) ett uppdrag att bedriva forskningskommunikation. Institutet organiserar därför seminarier och konstnärliga evenemang, ger ut publikationer och producerar podcasts och informationsfilmer, ofta i samarbete med andra verksamheter såväl inom som utanför akademin.
Ett exempel på samarbeten är det fleråriga samarbetet med Vetenskapsrådet som består i produktionen av fyra seminarier om året under rubriken Offentliga samtal, forskare möter praktiker. Här presenterar forskare forskningsresultat på ett aktuellt område, som sedan diskuteras av personer som arbetar praktiskt med frågan. IFFS seminarier filmas också ofta av Utbildningsradion och görs tillgängliga via UR Play och Kunskapskanalen.
Som en del i uppdraget att informera beslutsfattare har IFFS tillsammans med Sällskapet riksdagsledamöter och forskare (RIFO) arrangerat seminarier i riksdagen.
Flera gånger i månaden arrangerar IFFS öppna vetenskapliga seminarier där framstående forskare från hela världen inom olika fält och discipliner bjuds in för att presentera sina resultat och delta i tvärvetenskaplig dialog. Seminarierna är öppna för allmänheten att delta i både på plats och online, och många av dem finns tillgängliga i efterhand på IFFS YouTube-kanal.
IFFS arrangerar även evenemang kopplade till konstnärlig forskning. Ett exempel är samarbetet med konstnärsduon Bigert&Bergström, Rikstolvan och Liljevalchs konsthall sommaren 2022. Utgångspunkten utgjordes av humanistisk och samhällsvetenskaplig forskning kring klimatfrågan, och utmynnade i en åtta meter hög installation med namnet Tipping Point som ställdes ut på Österlen i Skåne och i Galärparken på Djurgården i Stockholm. I samband med utställningen genomfördes flera seminarier på temat.
Sedan år 2014 är IFFS samarbetspartner med International Panel on Social Progress (IPSP), en panel som förenar hundratals forskare från samhällsvetenskap och humaniora för att utveckla lösningar på viktiga samhällsutmaningar. Målet är att publicera rapporter som är tillgängliga, tvärvetenskapliga, politiskt oberoende och åtgärdsinriktade. Den första rapporten publicerades 2018 på Cambridge University Press, och i samband med detta arrangerade IFFS sex workshops med artikelförfattarna och ett antal öppna seminarier.

### Organisation
Institutet för framtidsstudier har sitt kontor i Stockholm, Sverige. 
Antalet verksamma på institutet har skiftat under åren. 2022 var 91 anställda, varav 65 forskare. Flera av forskarna är rekryterade internationellt och är också ofta knutna till svenska och utländska universitet.

#### Styrelsen och ledning
Institutet har nio styrelseledamöter från olika delar av det svenska samhället, vilka utses av regeringen. Från och med den 1 november 2014 är Gustaf Arrhenius, filosof, vd för institutet.

### Historia
På 1960-talet uppstod ett intresse för systematiska studier av framtiden som en följd av bland annat den ökade medvetenheten om miljöförstöring och överbefolkning. I Sverige tillsattes 1971 utredningen Att välja framtid (SOU 1972:59) som leddes av statsrådet Alva Myrdal. Som ett resultat av utredningen inrättade regeringen 1973 Sekretariatet för framtidsstudier som då var underställt statsrådsberedningen.
År 1973 utsågs Lars Ingelstam, matematiker, till chef. I fokus för forskningsprogrammet stod framtidens arbetsliv, energiförsörjning, naturresurser och tillväxt samt Sveriges plats i världsordningen.
År 1980 ombildades Sekretariatet för framtidsstudier som en enhet inom Forskningsrådsnämnden. Ny chef blev Olof Eriksson, professor i arkitektur. Nu ställdes kommunernas och glesbygdens svårigheter i förgrunden, liksom framtidens omsorgs- och vårdbehov, och värdeförskjutningar i det svenska samhället.
1987 beslutade regeringen att inrätta ett fristående institut för framtidsstudier och den självständiga stiftelsen Institutet för framtidsstudier etablerades. Åke E. Andersson, professor i regionalekonomi, blev då chef. Forskningen koncentrerades kring ”K-samhället” där K står för kommunikationer, kunskap, konst och kreativitet.
1999 tillsattes ekonomihistorikern Lena Sommestad som vd. Hennes forskningsprogram ”Människan i framtiden” var centrerat kring den demografiska förändringen mot ett samhälle med en allt äldre befolkning.
2002 tillträdde sociologen Joakim Palme som vd. Han ledde fram till 2005 forskningsprogrammet ”Människan i framtiden” och utformade sedan programmet ”Framtidens samhälle”. Detta program omfattade fem områden; medborgarskap och välfärdsinstitutionernas omvandling, marginaliseringsprocesser och uppväxtvillkor, regioner i förändring, demografiskt baserade framtidsstudier samt ekonomisk utveckling och fördelning i det åldrande samhället. Mellan 2009 och 2011 bedrevs forskning i hans program "Sverige i framtiden".
2012 tillsattes sociologen Peter Hedström som vd. Forskningsprogrammet ”Social förändring i det 21:a århundradet” omfattar studier av värderingsförändringar och värderingskonflikter, demografi och ekonomi, segregation och integration, samt utvecklandet av framtidsstudiets metoder. Hedström ledde institutet fram till och med augusti 2014 då han gick till Institutet för Analytisk Sociologi vid Linköpings universitet, Campus Norrköping.
2014 tillsattes filosofen Gustaf Arrhenius som vd. År 2015 antogs forskningsprogrammet “Vilken framtid? Utmaningar och vägval i det 21:a århundradet”, vilket gällde till 2020. Forskningsprogrammet för 2021–2026 heter "Mänsklighetens vägval - demokrati, teknik, samhälle och framtida generationer".

### Övrigt
Det globala forskarnätverket World Values Survey har sitt juridiska säte hos Institutet för framtidsstudier.

## Ledning

### VD / chef
- 1973–1980: Lars Ingelstam (för Sekretariatet för framtidsstudier, underställt Statsrådsberedningen)
- 1980–1987: Olof Eriksson (för Sekretariatet för framtidsstudier, som del av Forskningsrådsnämnden)
- 1987–1999: Åke E. Andersson (för fristående Institutet för framtidsstudier)
- 1999–2002: Lena Sommestad (–"–)
- 2002–2012: Joakim Palme (–"–)
- 2012–2014: Peter Hedström (–"–)
- 2014–: Gustaf Arrhenius (–"–)

### Styrelseordförande (urval)
- 2016–2021: Catharina Elmsäter-Svärd[7]
- 2022–: Åsa Romson[7]